# 水月洞天
《水月洞天》是梁国冠和李达超共同执导的奇幻武侠剧，由于波、杨俊毅、蔡少芬、陈法蓉、张晋、盧星宇等主演，于2003年出品，2004年首播。

## 剧情
该剧围绕三个家族五百年的恩怨，展开了一个回环复杂、悲欢离合的传奇故事。
自盘古开天辟地以来，童氏一族即拥有天赋异能，一向为朝廷所倚重。直至秦末，叛徒尹仲因心术不正被族人放逐，忿而煽动皇帝欲将童氏灭族，幸赖大将军龙腾舍命相救，令童氏一族避入深山。童氏族长感慨浮生若梦，繁华过处不过是一场镜花水月，因而将避居处命名为“水月洞天”，并严令童氏一族，永世不得出山。
童氏族人的护族宝物灵镜，被龙腾将军临终前的鲜血所封，石化失踪，而叛徒尹仲，亦被灵镜所伤，身上留下了永远无法痊愈的裂伤，时刻忍受折磨。
五百年后，童氏族长童镇即将病殁，次子童战，幺儿童心，为救父亲，私自离开水月洞天，潜入御剑山庄盗取传闻中可以起死回生的“血如意”。长子童博（实为龙博，龙腾之后）闻讯赶至，救回正遭围攻的童战，却误把女扮男装的小贼豆豆当成童心一起带回。童战见到族长父亲最后一面，童镇留下遗言：由童战接任族长之位，让童博离开水月洞天。
而大家辛苦带回的血如意，被豆豆故意摔碎（试其真假），竟冰封了整个水月洞天。童博、童战、豆豆和博学多才的神医隐修，侥幸逃过一劫，四人不得不离开水月洞天，寻求解除冰封之法，并希望能找回失散的童心，因此一场爱恨情仇，惊心动魄的玄幻江湖纷争即将展开。

## 外部連結
豆瓣电影上《水月洞天》的資料 （简体中文）

## 作品的變遷
| 中視 星期一~五20:00 - 21:45 | 中視 星期一~五20:00 - 21:45       | 中視 星期一~五20:00 - 21:45 |
| --------------------------- | --------------------------------- | --------------------------- |
|                             | 水月洞天 （2004.7.19 - 2004.8.9） |                             |
| 女人要有錢 （ - 2004.7.18） | 靈鏡傳奇 （2004.8.10 - ）         |                             |